# Shelton Benjamin
Shelton Benjamin, (Orangeburg, Carolina do Sul, 9 de Julho de 1975) é um lutador profissional de wrestling estadunidense que trabalha para a All Elite Wrestling (AEW) e faz parte do grupo The Hurt Syndicate. Ele é mais conhecido por seus períodos na WWE, primeiro de 2000 a 2010, e depois novamente de 2017 a 2023. Benjamin também é reconhecido por seu trabalho na New Japan Pro-Wrestling (NJPW) e na Pro Wrestling Noah, através da relação de trabalho entre as duas empresas, sob o nome de ringue Shelton X Benjamin, além de sua passagem na Ring of Honor (ROH), onde competiu utilizando seu nome real.
Benjamin praticou inicialmente wrestling amador, incluindo wrestling no colegial e na Universidade de Minnesota. Por pouco tempo, também foi assistente técnico. Depois de passar algum tempo na Ohio Valley Wrestling, onde conquistou o OVW Southern Tag Team Championship em quatro ocasiões, a WWE moveu-o para o elenco principal, colocando-o em aliança com Kurt Angle e Charlie Haas, que era conhecido como Team Angle (e mais tarde World's Greatest Tag Team). Durante seu tempo na companhia, ele ganhou o Intercontinental Championship três vezes, o WWE United States Championship uma e o Tag Team Championship três vezes. Seu reinado com o título intercontinental foi o mais longo do Século XXI, e o sétimo maior em títulos norte-americanos, empatado com Steve Austin.

## Infância e adolescência
Shelton nasceu e morou até a adolescência num bairro violento de Orangeburg, onde viu de perto vários assaltos e outras formas de violência. Ali chegou a participar de gangues para se defender. Foi neste ambiente que Benjamin encontrou o caminho para o esporte.

## Carreira

### No wrestling amador
Benjamin tornou-se lutador amador ainda em sua cidade natal. Começou a praticar o esporte na Orangeburg-Wilkinson High School, onde atingiu o recorde de 122 vitórias e 10 derrotas, e foi campeão da South Carolina State High School Heavyweight Wrestling por duas vezes, em 1993 e 1994. Benjamin também foi campeão da Junior College National Track nos 100 metros rasos e ganhou o Junior College National Wrestling Heavyweight Title em 1996. Foi aceito na Universidade de Minnesota, onde alcançou o recorde de 36 vitórias e 6 derrotas e foi All-American Heavyweight Wrestler por duas vezes.
Em vez de tentar qualificar-se para os Jogos Olímpicos de 2000, Benjamin decidiu-se pela carreira no wrestling profissional.

### Ohio Valley Wrestling (2000-2002)
Foi oferecido um contrato a Benjamin com a WWE, o qual ele aceitou. Foi colocado na Ohio Valley Wrestling (OVW) em dupla com Brock Lesnar, que era seu colega na universidade. Juntos eram conhecidos como os Minnesota Stretching Crew e detiveram o OVW Southern Tag Team Championship em três ocasiões. Os primeiros dois reinos ocorreram durante fevereiro e julho de 2001. Ganharam os títulos pela terceira vez de Rico Constantino e The Prototype em 29 de outubro. Depois de Lesnar ter sido chamado para o plantel principal da WWE, Benjamin formou equipe com Redd Dogg Begnaud "The Dogg Pound" e mais uma vez se tornou campeão do OVW Southern Tag Team, em 17 de julho de 2002.
Durante o resto de 2002, Benjamin lutou em vários house shows no plantel principal da WWE incluindo Sunday Night Heat como favorito dos fãs.

### World Wrestling Entertainment / WWE (2002-2010) (2017-presente)

#### World's Greatest Tag Team(2002–2004)
Benjamin recebeu um contrato por tempo integral na WWE em setembro de 2002. Ele juntou-se ao SmackDown como vilão a 26 de dezembro, formando o Team Angle com Charlie Haas e o medalhista olímpico Kurt Angle como seu mentor. O primeiro combate oficial juntos na WWE foi contra Edge e Chris Benoit, a 2 de janeiro de 2003.  Eles continuaram a rivalidade com Benoit até o No Way Out, onde Benoit se juntou com Brock Lesnar para os vencer. A 6 de fevereiro Benjamin e Haas ganharam o WWE Tag Team Championship de Los Guerreros (Eddie e Chavo Guerrero). Retiveram os títulos no seu primeiro WrestleMania numa Triple Threat match contra Los Guerreros, Chris Benoit e Rhyno. Mais tarde perderam os títulos para Eddie Guerrero e o seu novo parceiro Tajiri no Judgment Day num ladder match.
No SmackDown de 12 de junho, Angle confrontou Benjamin e Haas e expulsou-os da Team Angle. A equipa passou a chamar-se The World's Greatest Tag Team (A Melhor Dupla do Mundo) e conseguiram ganhar os títulos de volta na edição de 3 de julho. Em 18 de setembro perderam os títulos depois de Benjamin ter sofrido uma lesão grave no joelho durante um combate contra Los Guerreros. Benjamin ficou fora das gravações aproximadamente um mês. Mais tarde voltou a competir com o seu parceiro Haas pelo WWE Tag Team Championship numa Fatal Four-Way match na WrestleMania XX, mas perderam.

#### Campeão Intercontinental (2004–2006)
No WWE Draft Lottery, a 22 de março de 2004 Benjamin foi transferido para o WWE Raw. Depressa se tornou um favorito dos fãs, ganhando de Triple H por imobilização. Benjamin entrou em rivalidade com Triple H, vencendo-o três vezes no total: uma por imobilização, outra por contagem fora do ringue e outra por desqualificação. Depois entrou em rivalidade com os restantes membros do Evolution ganhando de Ric Flair no Backlash e perdendo contra Randy Orton pelo WWE Intercontinental Championship no Bad Blood.
Durante um combate com Garrison Cade no WWE Heat, Benjamin lesionou a sua mão gravemente, ficando fora de ação por algum tempo. Foi mais tarde escolhido pelos fãs para competir num combate pelo Intercontinental Championship contra Chris Jericho no Taboo Tuesday, o qual ganhou. Durante o seu reinado como Intercontinental Championship  reteve o título contra vários oponentes, tais como Christian no Survivor Series  em novembro, Maven no New Year's Revolution de janeiro, e Chris Jericho no Backlash em maio. Benjamin perdeu o título contra Carlito quando este estreou no RAW, em 20 de junho de 2005, acabando o maior reinado como Intercontinental Champion do Século XXI.

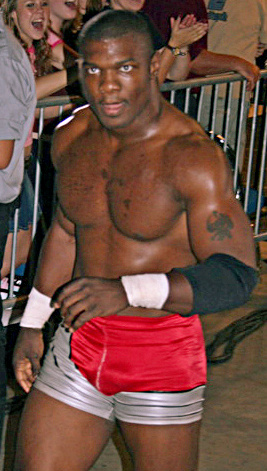
Benjamin num house show em Kitchener, Ontário, Canadá em Agosto de 2005.

A 5 de dezembro estava marcado um combate de duplas com Benjamin e Shawn Michaels como parceiros. Michaels decidiu ter uma conversa com Benjamin para o motivar. Durante o combate, Michaels estava prestes a ganhar quando Benjamin decidiu fazer o revezamento e "roubar" a vitória, mas ao falhar um crossbody permitiu que Carlito vencesse. Nas seguintes semanas Benjamin continuou a perder combates o que fez com que "Momma" (no papel de sua mãe "Mamãe Benjamin") aparecese no RAW para confrontá-lo. Momma gritava com Benjamin sempre que ele perdia. Logo começou a assistir aos seus combates ao lado do ringue chegando a interferir. Isto fez com que Benjamin se tornasse vilão mais uma vez. Já 2006 teve uma rivalidade com o Intercontinental Champion da época - Ric Flair, vencendo-o e recuperando o título de volta a 20 de fevereiro. (Com a ajuda de Momma que fingiu um ataque de coração o que causou distracção suficiente para Benjamin poder ganhar.) A rivalidade com Flair continuou, mas Momma deixou de acompanhar Benjamin ao lado do ringue. Segundo ele, Momma precisava de uma cirurgia no coração e Flair era o responsável.
Benjamin competiu no segundo Money in the Bank ladder match na WrestleMania 22. O que resultou numa rivalidade com o vencedor do combate Rob Van Dam numa tentativa de lhe tirar o contrato ganho. Durante este tempo Benjamin passou a usar óculos de sol, joalharia e ocasionalmente camisetas coloridas para estar de acordo com a sua nova personagem. Em 17 de abril foi derrotado pelo seu antigo parceiro de duplas Charlie Haas. Uma das estipulações do combate era que se Benajmin perdesse, ele tinha que defender o seu Intercontinental Championship no mesmo  combate pelo contrato do Money in the Bank contra Van Dam no Backlash. Seria um combate Winner Takes All (Vencedor Leva Tudo) o qual Van Dam ganhou. Benjamin recuperou o título de volta no primeiro combate Handicap Texas Tornado Tag Team com Triple H e
Chris Masters na sua equipe contra Van Dam e o WWE Champion da altura John Cena. Ambos os títulos, WWE Championship e Intercontinental Championship podiam ser ganhos por imobilizar no respectivo campeão. Depois de Triple H aplicar um pedigree em Van Dam e virar a sua atenção para Cena, Benjamin imobilizou Van Dam e recuperou título intercontinental de volta, passando a ser campeão pela terceira vez.
Benjamin então teve rivalidades com vários lutadores pelo título intercontinental incluindo Carlito até perder o título para John Morrison num Triple Threat match envolvendo Carlito no Vengeance.
A 4 de dezembro, Charlie Haas, antigo parceiro de Benjamin, apareceu para celebrar a sua vitória sobre Super Crazy. Em 11 de dezembro, The World's Greatest Tag Team  estava oficialmente reunida ao derrotar os Highlanders. Agora reunidos, tiveram uma rivalidade com o Cryme Tyme, mas competiram na maior parte das vezes no WWE Heat.
No fim da sua estadia no RAW Shelton pintou o seu cabelo, o que significava a mudança na sua personagem para The Gold Standard.

#### The Gold Standard e United States Championship (2007–2010)
Na edição do ECW de 20 de novembro de 2007, Elijah Burke introduziu Shelton Benjamin como o novo lutador do ECW. Benjamin começou a receber mais atenção e melhores combates vencendo Tommy Dreamer na sua estreia. Foi qualificado para o Royal Rumble de 2008 e ganhou um combate Over The Top Rope, uma amostra do Royal Rumble. No evento Benjamin foi o décimo sétimo a entrar mas foi eliminado por Shawn Michaels.
Shelton perdeu pela primeira vez no ECW contra Kane por contagem, a 29 de janeiro de 2008. Na edição do SmackDown de 22 de fevereiro, Benjamin venceu Jimmy Wang Yang num combate de qualificação para o Money in the Bank ladder match da WrestleMania XXIV, o qual foi ganho por CM Punk. Depois da WrestleMania Benjamin criou uma rivalidade com Kofi Kingston, este venceu-o na edição do ECW de 22 de abril. Na desforra em 29 de abril Kingston ganhou outra vez. No entanto, na centésima edição do ECW, foi Benjamin que ganhou acabando com a série de vitórias de Kingston. Para acabar com o confronto, Kingston venceu Benjamin numa ECW Extreme Rules match.
Como parte do Draft suplemental de 2008, Benjamin foi sorteado para o SmackDown. A 11 de julho, Benjamin venceu o United States Champion Matt Hardy ganhando uma oportunidade pelo título. Em 20 de julho no Great American Bash Benjamin venceu Hardy pelo título tornado-se United States Champion. Envolveu-se então em rivalidades com vários lutadores tais como Gregory Helms e R-Truth. Até teve uma pequena rivalidade com The Undertaker que acabou no Royal Rumble com Benjamin a ser eliminado por ele. A 6 de março de 2009 Benjamin venceu Jeff Hardy por desqualificação e ganhou um lugar no Money in the Bank ladder match da WrestleMania XXV.
No 500º episódio de SmackDown a 20 de março, Shelton perdeu o título americano para Montel Vontavious Porter. E voltou a perder no Money in the Bank ladder match na WrestleMania.
Dia 29 de junho foi noticiado que Benjamin foi transferido para a ECW. Na ECW, virou favorito do público, iniciou uma rivalidade com Zack Ryder que durou algumas semanas e acabou com a vitória de Shelton. A última rivalidade de Benjamin foi contra Sheamus. Sheamus foi para a Raw em 26 de outubro (segunda-feira). Para um combate final, na edição de 27 de outubro do ECW, Sheamus derrotou Shelton.
Atualmente está em rivalidade com Zack Ryder, na última luta com ele ganhou a oportunidade pelo título da ECW, numa ladder match contra Christian PPV TLC chegado o dia do PPV Shelton Benjamin enfrenta Christian mas não sai vitorioso.
Benjamin foi demitido da WWE em 22 de abril de 2010.

#### Retorno à WWE (2017)
No dia 22 de agosto de 2017 durante ás gravações do SmackDown foi anunciado que Shelton Benjamin estaria retornando em breve.

## Fora do wrestling
Benjamin é um ávido jogador de videogames. Ganhou o WWE THQ Superstar Challenge, um torneio de videogames que se realiza durante o fim-de-semana da WrestleMania, quatro vezes de seguida até se reformar do torneio. Benjamin joga todos os dias.
Também é perito em arte, cria livros de banda desenhada e presta atenção ao detalhe. Quase considerou uma carreira nessa área.
Benjamin juntamente com Batista e Josh Matthews, representaram a WWE na "Democratic National Convention" num esforço de persuadir os fans a votarem nas Eleições presidenciais dos Estados Unidos da América de 2008.

## No wrestling
- Ataques

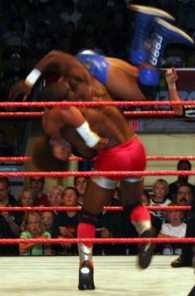
Benjamin aplicando um T-Bone Suplex em Carlito.

Os ataques em negrito são os finishers (golpes de finalização). Os golpes em itálico são os golpes em que Shelton Benjamin modificou o nome do movimento.
- - 450° splash[2]– OVW - O lutador salta e dá uma cambalhota e meia caindo sobre um inimigo na posição splash.
  - Paydirt[72] (Leaping reverse STO) – 2007–presente
  - Superkick[2]– 2002–presente
  - Dragon whip[73] / Money clip[2]/ Shell Shocka[2]- 2002–presente
  - Cobra clutch backbreaker[2]
  - Diving clothesline[74]
  - Falling neckbreaker, como oposto ao vertical suplex onde Benjamin aterra com os pés primeiro
  - Inverted facelock backbreaker
  - Jumping DDT, como oposto ao back body drop
  - Múltiplas variações do suplex
    - Bridging / Release German
    - Bridging Northern lights[2]
    - Release exploder
    - Superplex
    - T–Bone Suplex[1]– 2004–presente

  - Roundhouse kick
  - Samoan drop
  - Shell Bomb[2](Turnbuckle powerbomb)[75]
  - Somersault plancha
  - Spinebuster
  - Springboard leap para um bulldog modificado[2] ou um somersault neckbreaker[2]
  - Stinger splash[76]
  - Tornado DDT
  - Cross Body(correndo em direção ao córner)
  - Rope Flip
- Managers
  - Kurt Angle
  - "Momma" Benjamin
  - Montel Vontavious Porter
- Alcunhas
  - The Gold Standard[77] (pode ser traduzido para "O Padrão de Ouro")

## Títulos e prêmios

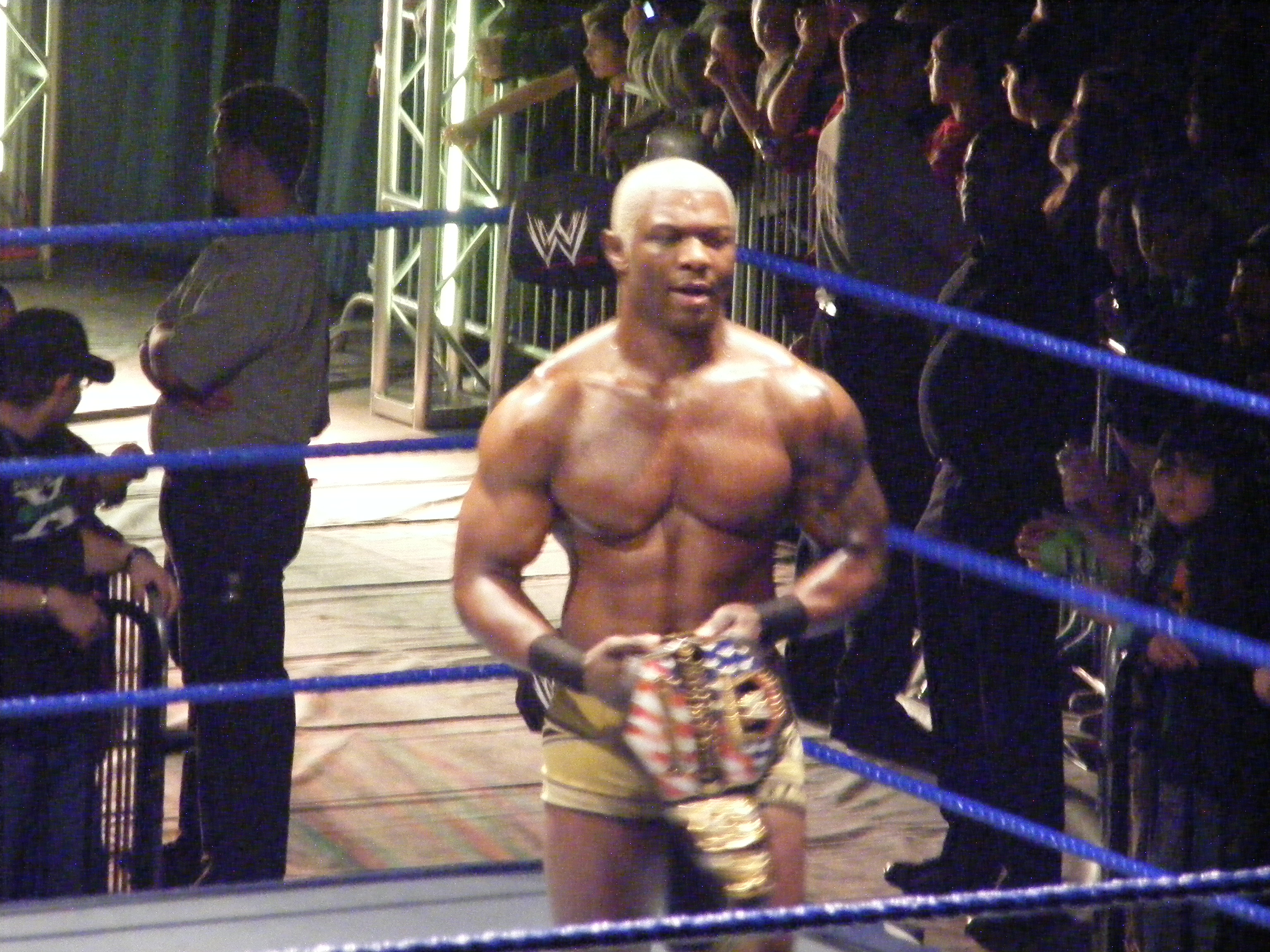
Shelton Benjamin com o Campeonato dos Estados Unidos da WWE.

### Títulos
- Ohio Valley Wrestling
  - OVW Southern Tag Team Championship (4 vezes)[7]- 3 vezes com Brock Lesnar e 1 vez com Redd Dogg - Título de duplas principal da OVW
- WWE
  - WWE Intercontinental Championship (3 vezes)[78]
  - WWE Tag Team Championship (3 vezes) - 2 vezes com Charlie Haas e 1 vez com Cedric Alexander[79]
  - WWE United States Championship (1 vez)[56]
  - WWE 24/7 Championship (3 vezes)

### Prêmios
- Black Athlete Sports Network
  - Wrestler Afro-Americano do Ano em 2005[80]
- Pro Wrestling Illustrated
  - PWI colocou-o como #9 nos 500 melhores lutadores de 2005 da PWI 500[81]
  - PWI Tag Team do Ano (2003) - com Charlie Haas[82]
- Wrestling Observer Newsletter awards
  - Most Underrated Wrestler (2005–2007)